# W50 (ядерна боєголовка)
W50 (також відома як Mark 50) — американська термоядерна боєголовка, яка розміщувалась на балістичній ракеті театру бойових дій MGM-31 Pershing. Спочатку розроблена для протибалістичної ракети LIM-49 Nike Zeus, цей додаток було скасовано перед розгортанням. W50 була розроблена Національною лабораторією Лос-Аламоса. W50 виготовлялась з 1963 по 1965 рік, загалом було випущено 280 штук. Які були зняті з експлуатації, починаючи з 1973 року, а останні одиниці були зняті з експлуатації в 1991 році. 
Було випущено два основних варіанти: Mod 0 для Nike Zeus і Mod 1 для Pershing. Було доступно три варіанти продуктивності: Y1 з 60 кілотонн ТНТ (250 ТДж), Y2 з 200 кілотонн ТНТ (840 ТДж) і Y3 з 400 кілотонн ТНТ (1 700 ТДж). Усі варіанти були 0,39 м у діаметрі на фланці кріплення та 1,1 м довжиною, вагою 190 кг.

## Історія
Боєголовка W50 бере свій початок від пропозиції 1955 року, яка стала ракетою Nike Zeus. Лабораторії Белла було доручено оцінити майбутні проблеми ППО в період з 1960 по 1970 роки, що призвело до пропозиції Nike Zeus. Це дослідження показало, що ядерна боєголовка була обов’язковою для поразки таких загроз, як міжконтинентальні балістичні ракети (МБР), які рухаються зі швидкістю 7 300 м/с, і навіть з 50-кілотонн-ТНТ (210 ТДж) бойової частини, максимально можлива відстань ураження цілі була ще досить низькою.
Помічник міністра оборони дуже хотів створити на ранній стадії можливості протибалістичних ракет і попросив, щоб Комісія з атомної енергії (AEC — нині Міністерство енергетики) працювала з армією над техніко-економічним обґрунтуванням відповідних ядерних боєголовок для Nike Zeus. Ця група вперше зібралася в червні 1957 року. Очікувалося, що ракета зможе нести боєголовку вагою близько 140 кг ваги.

## Конструкція
W50 була двоступеневою, газо-форсованою, іззовнішнім ініціатором конструкцією. Боєголовка мала корпус 360 - 390 мм у діаметрі на монтажному фланці 1,100 мм завдовжки і важила  187 кг. Кріпильний фланець був алюмінієвий і насаджувався на сталевий корпус БЧ. Балон наддувного газу був встановлений поза напірною кришкою, щоб забезпечити можливість заміни без пошкодження ущільнення бойової частини. Електрична система бойової частини містила два генератори нейтронів.
Було вироблено три варіанти продуктивності, відомі як W50Y1, W50Y2 і W50Y3, з продуктивністю 60, 200 і 400 кт ТНТ (250, 840 і 1 670 ТДж) відповідно. Іноді вказується, що потужність W50Y1 і W50Y3 становить 40 і 440 кт ТНТ (170 і 1840 ТДж) відповідно. 200-кілотонн-ТНТ (840 ТДж) версія боєголовки була для Nike Zeus, але використовувалася на Pershing 1a до 1991 року.
W50 не мала покращених систем захисту від детонації та нечутливих вибухових речовин, а також мала PAL категорії A для контролю використання.